# Дрампян, Хажак Андраникович
Хажак Андраникович Дрампян (арм. Խաժակ Դրամփյան, 1 января 1923, Налбандян, Эчмиадзинский уезд — 17 января 2016, Ереван) — советский государственный и партийный деятель, министр автомобильного транспорта Армянской ССР (1978—1988).

## Биография
Родился в крестьянской семье. Учился в Ереванской средней школе им. Мравяна, а затем — в Государственном электротехническом техникуме. В 1960 г окончил вечернее отделение экономического факультета Ереванского государственного университета.
С началом Великой Отечественной войны был направлен на переподготовку в авиашколу. По окончании учебы в звании старшего сержанта и в статусе бортмеханика был направлен на Северокавказский фронт. Получил тяжелое осколочное ранение в битве за Моздок в декабре 1942 г. В 1951—1953 гг. снова был призван в Советскую Армию как офицер-резервист, по особому поручению
Работал мастером, заведующим электроцехом-главным энергетиком Ереванского шинного завода. Затем — заведующий отделом промышленности и транспорта Ленинского районного комитета Компартии Армении Еревана, инструктор отдела промышленности и транспорта ЦК КП Армении.
- 1960—1967 гг. — первый секретарь Иджеванского районного комитета Компартии Армении, управляющий делами ЦК Компартии Армении,
- 1967—1971 гг — заместитель министра автомобильного транспорта Армянской ССР,
- 1971—1978 гг. — начальник управления газификации при Совете Министров Армянской ССР. В эти годы котельные по республике начинают массово переводиться с мазута на газ. В конце 1978 г из 37 районов республики не газифицированными остались всего 5,
- 1978—1988 гг. — министр автомобильного транспорта Армянской ССР,
- 1989 г. — управляющий делами научно-просветительской общественной организации «Гителик».

До 2002 г. являлся заместителем директора научно-просветительской общественной организации «Гителик».
Избирался депутатом Верховного Совета Армянской ССР 10-го созыва.
Автор книг:
- «Счастье созидания» («Արարման բերկրանք», Ереван, 2007 г., 320 стр.)
- «Размышления о прошлом и будущем» («Մտորումներ անցյալի և ապագայի մասին», Ереван, издательство ВМВ Принт, 2010, 500 стр.)

## Награды и звания
Был награжден орденами Октябрьской Революции, Отечественной войны II степени, Трудового Красного Знамени, «Знак Почёта».
В Республике Армении отмечен медалями «За заслуги перед Отечеством» 1-й степени, Маршала Баграмяна, Андраника Озаняна.